# Kelemen Katalin (rabbi)
Kelemen Katalin (Budapest, 1951 –)  Magyarország első női rabbija.

## Életútja
Asszimiláns zsidó családban született. Irodalom- és nyelvtanári képesítést szerzett, majd a londoni Leo Baeck College-ben avatták rabbivá 1998-ban, mert Magyarországon ez csak férfiak számára elérhető. 1992-ben a Szim Salom Progresszív Zsidó Hitközség, a második világháborút követő első magyarországi reformzsidó közösség egyik alapítója, 1998 óta spirituális vezetője.

## Publikációi
- „Íme, a tűz és a fa, de hol van a bárány az égőáldozatra” – Ros Hásáná-i gondolatok Szombat, 1997. 8.
- Lehet-e imádkozni Auschwitz után? Diszkrimináció és üldöztetés: hatások és következmények Kút konferencia – Budapest 2000. (Szerk: Bárdos Katalin és Kardos Péter)
- Sermon for Shábbát-Zakhor European Judaism A Journal for the New Europe 00/2
- A liberális judaizmus álláspontja a nők szerepéről a zsidóságban
- A zsidó nő – Magyar Zsidó Múzeum és Levéltár, Budapest, 2002.